# Planta Solar 20

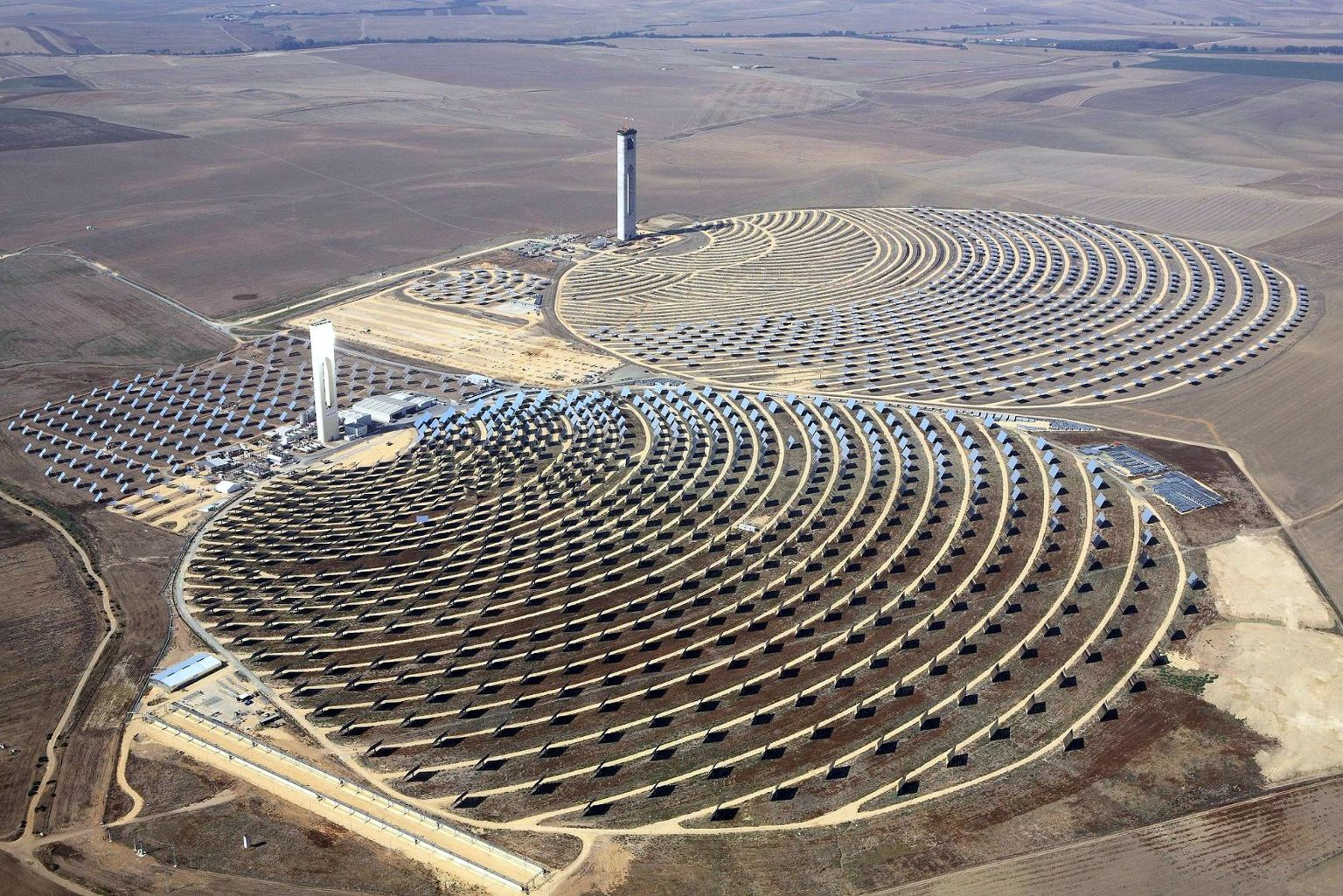
Le torri solari PS10 (a sinistra) e PS20 (a destra).

Planta Solar 20 o PS20 è un impianto solare termico, di tipo a concentrazione solare per la produzione di energia elettrica che sorge nella località di Sanlúcar la Mayor, presso Siviglia, in Spagna. L'impianto, che sorge a fianco del suo predecessore (la torre PS 10, potente circa la metà), è la torre solare più potente al mondo con una potenza di 20 megawatt.
Alta 165 metri, la torre produce elettricità attraverso il calore generato dalla riflessione di 1255 grandi specchi mobili detti eliostati.